# Natação nos Jogos Olímpicos de Verão de 2012 - 400 m livre feminino

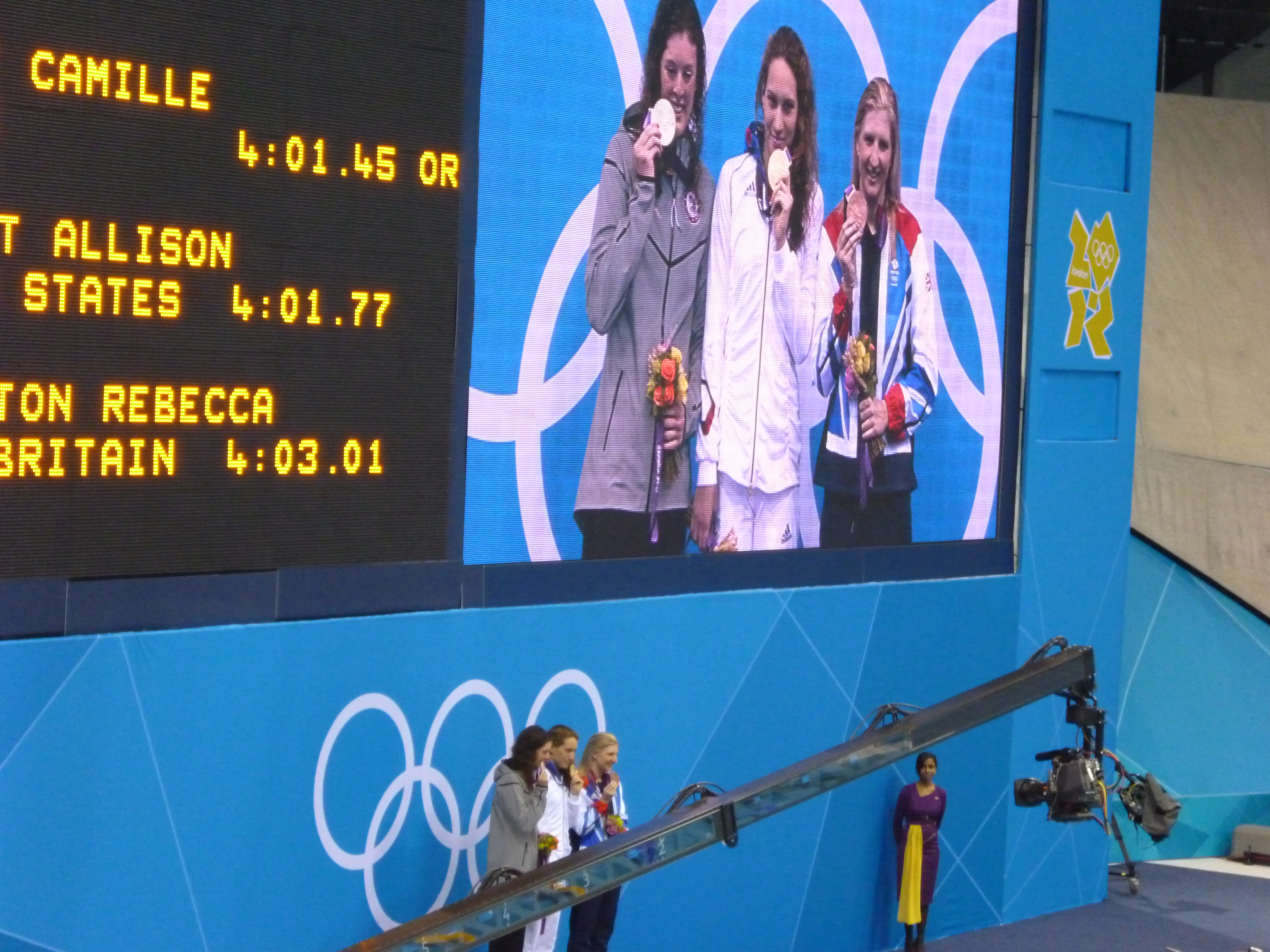
Medalhistas do evento após a cerimônia de premiação.

A competição dos 400 metros livre feminino da natação nos Jogos Olímpicos de Verão de 2012 foi disputada no dia 29 de julho no Centro Aquático de Londres.

## Medalhistas
| Ouro   | FRA Camille Muffat    |
| Prata  | USA Allison Schmitt   |
| Bronze | GBR Rebecca Adlington |

## Recordes
Antes desta competição, os recordes mundiais e olímpicos da prova eram os seguintes:
| Tipo | Atleta              | Tempo   | Local  | Data                 |
| ---- | ------------------- | ------- | ------ | -------------------- |
|      | Federica Pellegrini | 3:59.15 | Roma   | 26 de julho de 2009  |
|      | Federica Pellegrini | 4:02.19 | Pequim | 10 de agosto de 2008 |

Os seguintes recordes mundiais ou olímpicos foram estabelecidos durante esta competição:
| Data        | Evento | Atleta             | Tempo   | Notas            |
| ----------- | ------ | ------------------ | ------- | ---------------- |
| 29 de julho | Final  | FRA Camille Muffat | 4:01.45 | Recorde olímpico |

## Resultados

### Eliminatórias
| Pos. | Elim. | Raia | Nadadora             | CON                | Tempo   | Notas            |
| ---- | ----- | ---- | -------------------- | ------------------ | ------- | ---------------- |
| 1    | 5     | 4    | Camille Muffat       | FRA França         | 4:03.29 | Q                |
| 2    | 5     | 5    | Allison Schmitt      | USA Estados Unidos | 4:03.31 | Q                |
| 3    | 4     | 6    | Coralie Balmy        | FRA França         | 4:03.56 | Q                |
| 4    | 5     | 2    | Lauren Boyle         | NZL Nova Zelândia  | 4:03.63 | Q,               |
| 5    | 5     | 6    | Lotte Friis          | DEN Dinamarca      | 4:04.22 | Q,               |
| 6    | 4     | 2    | Brittany MacLean     | CAN Canadá         | 4:05.06 | Q,               |
| 7    | 4     | 4    | Federica Pellegrini  | ITA Itália         | 4:05.30 | Q                |
| 8    | 3     | 4    | Rebecca Adlington    | GBR Grã-Bretanha   | 4:05.75 | Q                |
| 9    | 5     | 7    | Melani Costa         | ESP Espanha        | 4:06.75 |                  |
| 10   | 3     | 5    | Chloe Sutton         | USA Estados Unidos | 4:07.07 |                  |
| 11   | 4     | 5    | Kylie Palmer         | AUS Austrália      | 4:07.27 |                  |
| 12   | 5     | 3    | Bronte Barratt       | AUS Austrália      | 4:07.99 |                  |
| 13   | 3     | 6    | Mireia Belmonte      | ESP Espanha        | 4:08.23 |                  |
| 14   | 4     | 3    | Shao Yiwen           | CHN China          | 4:08.41 |                  |
| 15   | 4     | 1    | Andreina Pinto       | VEN Venezuela      | 4:08.45 | Recorde nacional |
| 16   | 3     | 7    | Éva Risztov          | HUN Hungria        | 4:09.08 |                  |
| 17   | 5     | 1    | Boglárka Kapás       | HUN Hungria        | 4:10.01 |                  |
| 18   | 4     | 7    | Savannah King        | CAN Canadá         | 4:10.93 |                  |
| 19   | 3     | 3    | Li Xuanxu            | CHN China          | 4:10.95 |                  |
| 20   | 3     | 1    | Camelia Potec        | ROU Romênia        | 4:11.43 |                  |
| 21   | 3     | 2    | Joanne Jackson       | GBR Grã-Bretanha   | 4:11.50 |                  |
| 22   | 3     | 8    | Wendy Trott          | RSA África do Sul  | 4:11.63 |                  |
| 23   | 2     | 3    | Nina Rangelova       | BUL Bulgária       | 4:11.71 | Recorde nacional |
| 24   | 2     | 5    | Kristel Kobrich      | CHI Chile          | 4:12.02 |                  |
| 25   | 5     | 8    | Elena Sokolova       | RUS Rússia         | 4:12.19 |                  |
| 26   | 2     | 4    | Aya Takano           | JPN Japão          | 4:12.33 |                  |
| 27   | 2     | 2    | Julia Hassler        | LIE Liechtenstein  | 4:12.99 | Recorde nacional |
| 28   | 2     | 6    | Susana Escobar       | MEX México         | 4:14.78 |                  |
| 29   | 2     | 8    | Natthanan Junkrajang | THA Tailândia      | 4:16.45 |                  |
| 30   | 2     | 1    | Lynette Lim          | SIN Singapura      | 4:18.64 |                  |
| 31   | 4     | 8    | Grainne Murphy       | IRL Irlanda        | 4:19.07 |                  |
| 32   | 1     | 4    | Mojca Sagmeister     | SLO Eslovênia      | 4:21.55 |                  |
| 33   | 1     | 5    | Andrea Cedrón        | PER Peru           | 4:24.18 |                  |
| 34   | 2     | 7    | Kim Ga-Eul           | KOR Coreia do Sul  | 4:43.46 |                  |
| 35   | 1     | 3    | Jennet Sariyeva      | TKM Turcomenistão  | 5:40.29 | Recorde nacional |

### Final
| Pos.              | Raia | Nadadora            | CON                | Tempo   | Notas              |
| ----------------- | ---- | ------------------- | ------------------ | ------- | ------------------ |
| Medalha de ouro   | 4    | Camille Muffat      | FRA França         | 4:01.45 | Recorde olímpico   |
| Medalha de prata  | 5    | Allison Schmitt     | USA Estados Unidos | 4:01.77 | Recorde da América |
| Medalha de bronze | 8    | Rebecca Adlington   | GBR Grã-Bretanha   | 4:03.01 |                    |
| 4                 | 2    | Lotte Friis         | DEN Dinamarca      | 4:03.98 | Recorde nacional   |
| 5                 | 1    | Federica Pellegrini | ITA Itália         | 4:04.50 |                    |
| 6                 | 3    | Coralie Balmy       | FRA França         | 4:05.95 |                    |
| 7                 | 7    | Brittany MacLean    | CAN Canadá         | 4:06.24 |                    |
| 8                 | 6    | Lauren Boyle        | NZL Nova Zelândia  | 4:06.25 |                    |

Legenda
| Recorde mundial      | Recorde mundial (World record)               |                       | Recorde africano                      | Recorde africano (African) |                                           | Q | Classificado por posição (Qualified) |
| Recorde olímpico     | Recorde olímpico (Olympic record)            | Recorde da América    | Recorde da América (Americas)         | q                          | Classificado por melhor tempo (Qualified) |   |                                      |
| Melhor marca do ano  | Melhor marca do ano (World leading)          | Recorde asiático      | Recorde asiático (Asian)              | DNS                        | Não largou (Did not start)                |   |                                      |
| Recorde nacional     | Recorde nacional (National record)           | Recorde europeu       | Recorde europeu (European)            | DNF                        | Não terminou (Did not finish)             |   |                                      |
| Recorde pessoal      | Recorde pessoal do atleta (Personal best)    | Recorde da Oceania    | Recorde da Oceania (Oceania)          | DSQ / DQ                   | Desclassificado (Disqualified)            |   |                                      |
| Recorde da temporada | Recorde da temporada do atleta (Season best) | Recorde sul-americano | Recorde sul-americano (South America) | NM                         | Sem marca (No mark)                       |   |                                      |